# Orden de los Hermanos Hospitalarios de Burgos
La Orden de los Hermanos Hospitalarios de Burgos fue una orden militar y hospitalaria castellana fundada por el rey Alfonso VIII y actualmente desaparecida.
Fue establecida en el año 1212 tras la Batalla de las Navas de Tolosa con el objetivo de "cuidar, socorrer y defender a los peregrinos que acudían al sepulcro del Santo Apóstol Santiago y, al templo de Nosa Señora da Barca", una iglesia situada en Mugía, Costa de la Muerte (La Coruña). Pero no fue hasta el reinado de San Fernando que cumple con su testamento y dota  la orden de hermanos hospitalarios, llamados freyres.
La Orden de los Hermanos Hospitalarios de Burgos contó con dos hospitales para realizar su misión. El principal era el llamado Hospital del Rey en la ciudad de Burgos, y el segundo hospital estaba en Corcubión, Finisterre (La Coruña). Junto con estos centros, Orden de los Hermanos Hospitalarios de Burgos también contaba con una  patrulla de soldados para evitar que los peregrinos del Camino de Santiago y de la Romería de Nosa Señora da Barca fuesen asaltados por ladrones. 
La orden y sus posesiones fue suprimida en 1836 con la desamortización de Mendizabal.